# Miquel Mas Gayà
Miquel Mas Gayà (Manacor, 13 de julio de 1943) es un deportista español que compitió en ciclismo en la modalidad de pista. Ganó una medalla de oro en el Campeonato Mundial de Ciclismo en Pista de 1965, en la prueba de medio fondo.

## Medallero internacional
| Campeonato Mundial | Campeonato Mundial     | Campeonato Mundial | Campeonato Mundial |
| Año                | Lugar                  | Medalla            | Competición        |
| ------------------ | ---------------------- | ------------------ | ------------------ |
| 1965               | San Sebastián (España) | Medalla de oro     | Medio fondo (A)    |